# エル・パライソ県
エル・パライソ県（スペイン語: Departamento de El Paraíso）は、ホンジュラスの県。1878年にテグシガルパ県から分かれて設置された。県都はユスカラン。総面積は7218平方キロ、人口は2005年の推計で38万3565人である。

## 隣接する県
- オランチョ県
- ヒノテガ県
- ヌエバ・セゴビア県
- チョルテカ県
- フランシスコ・モラサン県

## 下位行政区
県は下記の19市からなる。
1. アラウカ (Alauca)
2. ダンリ (Danlí)
3. エル・パライソ (El Paraíso)
4. ギノペ (Guinope)
5. ハカレアパ (Jacaleapa)
6. リウレ (Liure)
7. モロセリ (Morocelí)
8. オロポリ (Oropolí)
9. ポトレリージョス (Potrerillos)
10. サン・アントニオ・デ・フローレス (San Antonio de Flores)
11. サン・ルカス (San Lucas)
12. サン・マティアス (San Matías)
13. ソレダー (Soledad)
14. テウパセンティ (Teupasenti)
15. テシグア (Texiguat)
16. トロヘス (Trojes)
17. バド・アンチョ (Vado Ancho)
18. ヤウユペ (Yauyupe)
19. ユスカラン (Yuscarán)

## 地理
エル・パライソ県は、ニカラグアと国境を接している。このニカラグアとの国境に存在するモゴトン山が、この県において最も標高の高い場所である

。